# Nerv olfactiv

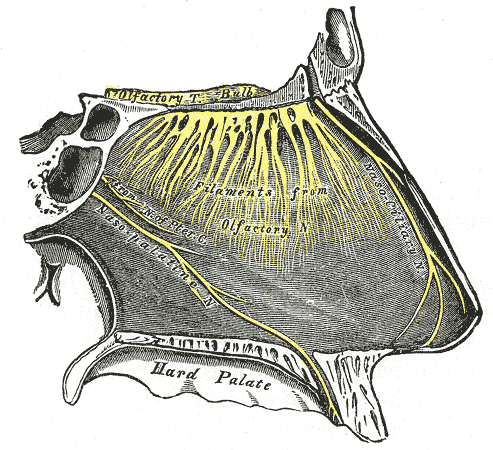
Nervul olfactiv

Nervul olfactiv (latină Nervus olfactorius) este primul nerv cranian și conduce informații senzoriale legate de miros. Nervii olfactivi (sunt o pereche) au doar o funcție senzorială și anume detectarea mirosurilor neiritante. Originea lor este epiteliul olfactiv al mucoasei nazale, fiind singurii nervi care nu au originea în trunchiul cerebral. Mucoasa olfactivă conține fibre senzoriale olfactive care au ca funcție sensibilitatea olfactivă.
Pierderea senzației olfactive se numește anosmie.